# Holly Brooks
Holly Brooks (* 17. April 1982 in Seattle) ist eine ehemalige US-amerikanische Skilangläuferin.

## Karriere
Brooks lief ihr erstes Weltcuprennen im Februar 2010 in Canmore, welches sie mit dem 24. Platz über 10 km Freistil beendete und damit auch ihre ersten Weltcuppunkte gewann. Ihre besten Platzierungen bei den Olympischen Winterspielen 2010 in Vancouver waren der 35. Platz im 30-km-Massenstartrennen und der elfte Platz in der Staffel. Ihre besten Ergebnisse bei den nordischen Skiweltmeisterschaften 2011 in Oslo waren der 25. Platz im 30-km-Massenstartrennen und im 15-km-Verfolgungsrennen und der neunte Rang in der Staffel. Die Tour de Ski 2011/12 und 2012/13 schloss sie mit dem 39. und dem 38. Platz in der Gesamtwertung ab. Im Februar 2012 siegte sie beim American Birkebeiner über 52 km Freistil. Im November 2012 erreichte sie in Gällivare mit dem fünften Rang über 10 km Freistil ihr bestes Ergebnis in einen Weltcupeinzelrennen und mit dem dritten Platz in der Staffel ihren ersten und einzigen Podestplatz im Weltcup. Bei den nordischen Skiweltmeisterschaften 2013 im Val di Fiemme belegte sie den 49. Platz im 15-km-Skiathlon und den 27. Rang über 10 km Freistil. Die Saison 2012/13 beendete sie auf den 35. Platz in der Weltcupgesamtwertung und den 27. Rang in der Distanzwertung. Ihr bestes Resultat bei den Olympischen Winterspielen 2014 in Sotschi war der 27. Platz im 30-km-Massenstartrennen. In der Saison 2014/15 trat sie bei Ski-Marathons an. Dabei gewann sie den Dolomitenlauf und den American Birkebeiner und beendete sie Saison auf den dritten Platz in der Gesamtwertung des Skilanglauf-Marathon-Cups. Von 2009 bis 2014 nahm sie ebenfalls an der US Super Tour teil, die sie 2011 gewann.

## Weltcup-Statistik
Die Tabelle zeigt die erreichten Platzierungen im Einzelnen.
- 1.–3. Platz: Anzahl der Podiumsplatzierungen
- Top 10: Anzahl der Platzierungen unter den ersten zehn
- Punkteränge: Anzahl der Platzierungen innerhalb der Punkteränge
- Starts: Anzahl gelaufener Rennen in der jeweiligen Disziplin
- Hinweis: Bei den Distanzrennen erfolgt die Einordnung gemäß FIS.

| Platzierung         | Distanzrennen a | Distanzrennen a | Distanzrennen a | Distanzrennen a | Distanzrennen a | Skiathlon Verfolgung | Sprint | Etappen- rennen b | Gesamt | Team c | Team c  |
| Platzierung         | ≤ 5 km          | ≤ 10 km         | ≤ 15 km         | ≤ 30 km         | > 30 km         | Skiathlon Verfolgung | Sprint | Etappen- rennen b | Gesamt | Sprint | Staffel |
| ------------------- | --------------- | --------------- | --------------- | --------------- | --------------- | -------------------- | ------ | ----------------- | ------ | ------ | ------- |
| 1. Platz            |                 |                 |                 |                 |                 |                      |        |                   |        |        |         |
| 2. Platz            |                 |                 |                 |                 |                 |                      |        |                   |        |        |         |
| 3. Platz            |                 |                 |                 |                 |                 |                      |        |                   |        |        | 1       |
| Top 10              | 1               | 1               |                 |                 |                 |                      |        |                   | 2      | 1      | 4       |
| Punkteränge         | 5               | 6               | 2               |                 |                 | 7                    | 8      | 3                 | 31     | 2      | 5       |
| Starts              | 10              | 15              | 3               | 1               |                 | 19                   | 26     | 7                 | 81     | 2      | 5       |
| Stand: Karriereende |                 |                 |                 |                 |                 |                      |        |                   |        |        |         |